# Heterotheca villosa
Heterotheca villosa là một loài thực vật có hoa trong họ Cúc. Loài này được (Pursh) Shinners mô tả khoa học đầu tiên năm 1951.